# Совхоз (платформа в Сочи)
Совхо́з — платформа Северо-Кавказской железной дороги РЖД, расположена в микрорайоне Детляжка Лазаревского района города Сочи, Краснодарский край, Россия.

## Описание
Расположена на берегу Чёрного моря, рядом с устьем реки Детляшко. Открыта в 1918 году.